# Pondok Kelapa (Pondok Kelapa)
Pondok Kelapa is een bestuurslaag in het regentschap Bengkulu Tengah van de provincie Bengkulu, Indonesië. Pondok Kelapa telt 4610 inwoners (volkstelling 2010).